# Ano Internacional do Livro
O ano de 1972 foi proclamado, pelas Nações Unidas e efetivado pela UNESCO, o Ano Internacional do Livro. 

## História

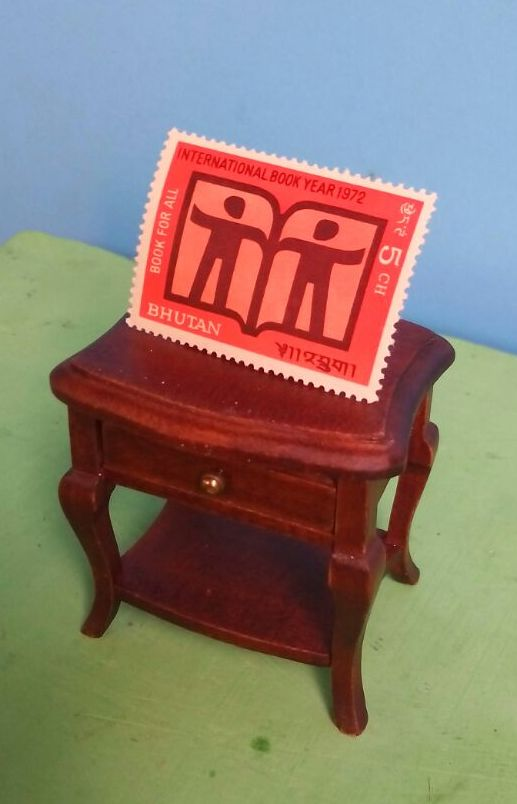
Homenagem filatélica do evento feita pelo correio de Butão, em 1972.

A proclamação foi oficialmente criada em 1970, durante a Assembleia Geral da UNESCO. A proclamação precipuamente objetiva provocar a ampliação do acesso ao livros. A logomarca do evento foi bastante celebrada pela filatelia, pois diversos países  a emitiram em selos-postais.